# Свистун Василь
Васи́ль Свисту́н (13 січня 1893, Сороцьке, нині Тернопільський район Тернопільської області — 25 грудня 1964, Торонто, Канада) — український громадський і політичний діяч у Канаді, публіцист, адвокат.

## Біографія
Родом із Скалатщини (Галичина). Від 1912 року — в Канаді. Організатор Інституту ім. П. Могили в Саскатуні і його ректор (1916—1921), один з ініціаторів і лідерів руху за створення Української греко-православної церкви в Канаді і співзасновник Союзу Українців Самостійників.
З 1938 року один з засновників Українського Національного Об'єднання і співучасник формування Комітету українців Канади (КУК). 1945 року перейшов до Товариства Об'єднаних Українських Канадців (ТОУК) і очолював Товариство Культурного зв'язку з УРСР.

### Сім'я
1918 року одружився з Ольгою Буряк. Виховали доньку Дарію (у шлюбі Ратуська) та трьох синів — Нестора, Василя, Всеволода-Івана.

## Твори
- Автокефалія — чи залежність від чужих? Причинки до доґматично-канонічного становища Української греко-православної церкви в Канаді. Вінніпеґ: [б.в.], 1935. — 46 с.
- Українське питання в світлі воєнних подій: доклад, виголошений в Інституті просвіти в неділю, 18-го лютого 1945. Вінніпеґ: National publishers, [б.р.]. — 16 с.
- Українська держава і українці поза межами України: доклад, виголошений в неділю, 29 квітня 1945 р., в залі ім. Масарика в Торонто, Онт. Торонто: [б.в.], 1945. — 24 с.
- Україна і скитальці: доповідь, виголошена в Плейгавз-театрі у Вінніпегу, Канада, 13-го січня 1946. Торонто: Eveready Printes Ltd., 1946. — 63 с.
- «Украiнський патрiотизм» в Канадi на словах i на дiлi. Вінніпеґ: накладом Товариства культ. зв'язку з Україною, 1957. — 111 с.